# Italienische Gebärdensprache
Die Lingua dei Segni Italiana (LIS), auf Deutsch Italienische Gebärdensprache, ist eine nur in Italien und San Marino vorkommende Gebärdensprache. In der italienischen Schweiz wird der regionale Dialekt Lingua dei segni della Svizzera italiana verwendet.